# Kanton Questembert
Der Kanton Questembert (bretonisch: Kanton Kistreberzh) ist seit 1790 ein französischer Wahlkreis im Arrondissement Vannes, im Département Morbihan und in der Region Bretagne; sein Hauptort ist Questembert.

## Geschichte
Der Kanton entstand am 15. Februar 1790. Von 1801 bis 2015 gehörten acht Gemeinden zum Kanton Questembert. Mit der Neuordnung der Kantone in Frankreich wechselten 2015 vier der sieben Gemeinden des bisherigen Kantons Elven und sechs der acht Gemeinden des Kantons Rochefort-en-Terre zum Kanton Questembert. Gleichzeitig wechselten die bisherigen Gemeinden Péaule und Pleucadeuc zu anderen Kantonen. Somit zählt der neue Kanton Questembert sechzehn Gemeinden.

## Gemeinden
Der Kanton besteht aus 16 Gemeinden mit insgesamt 36.155 Einwohnern (Stand: 1. Januar 2022) auf einer Gesamtfläche von 445,80 km²:
| Gemeinde           | Bretonisch      | Einwohner (2022) | Fläche (km²) | Code postal | Code Insee |
| ------------------ | --------------- | ---------------- | ------------ | ----------- | ---------- |
| Berric             | Berrig          | 2.119            | 21,45        | 56230       | 56015      |
| Caden              | Kaden           | 1.570            | 38,10        | 56220       | 56028      |
| Elven              | An Elven        | 6.543            | 64,05        | 56250       | 56053      |
| Larré              | Lare            | 1.102            | 17,02        | 56230       | 56108      |
| Lauzach            | Laozag          | 1.237            | 10,76        | 56190       | 56109      |
| La Vraie-Croix     | Langroez        | 1.484            | 16,63        | 56250       | 56261      |
| Le Cours           | Ar C'hour       | 673              | 15,63        | 56230       | 56045      |
| Limerzel           | Limerzher       | 1.306            | 25,15        | 56220       | 56111      |
| Malansac           | Malañseg        | 2.292            | 36,18        | 56220       | 56123      |
| Molac              | Moulleg         | 1.636            | 28,40        | 56230       | 56135      |
| Pluherlin          | Pluhernin       | 1.515            | 35,40        | 56220       | 56171      |
| Questembert        | Kistreberzh     | 8.081            | 66,38        | 56230       | 56184      |
| Rochefort-en-Terre | Roc'h-an-Argoed | 636              | 1,22         | 56220       | 56196      |
| Saint-Gravé        | Sant-Gravez     | 745              | 15,75        | 56220       | 56218      |
| Sulniac            | Sulnieg         | 3.847            | 27,92        | 56250       | 56247      |
| Trédion            | Tredion         | 1.369            | 25,76        | 56250       | 56254      |
| Kanton Questembert | Kistreberzh     | 36.155           | 445,80       | -           | 5616       |

### Kanton Questembert bis 2015
Der alte Kanton Questembert umfasste bis zur landesweiten Neugliederung der Kantone 2015 acht Gemeinden auf einer Fläche von 233,45 km². Diese waren: Berric, Le Cours, Larré, Lauzach, Molac, Péaule, Pleucadeuc und Questembert (Hauptort).

## Bevölkerungsentwicklung
| 1962   | 1968   | 1975   | 1982   | 1990   | 1999   | 2006   | 2012   |
| ------ | ------ | ------ | ------ | ------ | ------ | ------ | ------ |
| 10.683 | 10.427 | 10.636 | 11.602 | 11.871 | 13.040 | 15.350 | 17.356 |